# Eulepyronia
Eulepyronia is een geslacht van halfvleugeligen uit de familie Aphrophoridae. De wetenschappelijke naam van dit geslacht is voor het eerst geldig gepubliceerd in 1924 door Schmidt.

## Soorten
Het geslacht Eulepyronia  is monotypisch en omvat slechts de volgende soort:
- Eulepyronia grossa Schmidt, 1924